# 남동아시아드럭비경기장
남동아시아드럭비경기장(南洞아시아드럭비競技場, Namdong Asiad Rugby Field)은 대한민국 인천광역시에 있는 스포츠 시설이다. 천연잔디 필드가 갖춰진 럭비 및 축구 경기장이며 수용인원은 5,078명이다. 2014년 아시안 게임에서 럭비와 여자 축구 경기가 개최되었다. 현재 주경기장은 인천 현대제철 레드엔젤스의 WK리그 홈구장으로, 보조경기장은 현대글로비스 럭비단의 연습구장으로 사용되고 있다.

## 기록

### 2014년 아시안 게임 축구 여자
| 날짜            | 팀 1                   | 스코어 | 팀 2                   | 라운드 |
| --------------- | ---------------------- | ------ | ---------------------- | ------ |
| 2014년 9월 14일 | 인도                   | 15 - 0 | 몰디브                 | A조    |
| 2014년 9월 14일 | 대한민국               | 5 - 0  | 태국                   | A조    |
| 2014년 9월 15일 | 요르단                 | 2 - 2  | 중화 타이베이          | B조    |
| 2014년 9월 15일 | 일본                   | 0 - 0  | 중화인민공화국         | B조    |
| 2014년 9월 16일 | 조선민주주의인민공화국 | 5 - 0  | 베트남                 | C조    |
| 2014년 9월 17일 | 태국                   | 10 - 0 | 몰디브                 | A조    |
| 2014년 9월 17일 | 대한민국               | 10 - 0 | 인도                   | A조    |
| 2014년 9월 18일 | 중화인민공화국         | 4 - 0  | 중화 타이베이          | B조    |
| 2014년 9월 18일 | 일본                   | 12 - 0 | 요르단                 | B조    |
| 2014년 9월 20일 | 홍콩                   | 0 - 5  | 조선민주주의인민공화국 | C조    |
| 2014년 9월 21일 | 태국                   | 10 - 0 | 인도                   | A조    |
| 2014년 9월 22일 | 중화인민공화국         | 5 - 0  | 요르단                 | B조    |
| 2014년 9월 23일 | 베트남                 | 5 - 0  | 홍콩                   | C조    |

## 참고 문헌
- “남동아시아드럭비경기장”. 인천광역시체육회.
- 《전국 공공체육 시설 현황 (2015년말 기준)》. 대한민국 문화체육관광부. 2016.